# Mónica Valenciano
Mónica Valenciano (Las Palmas de Gran Canaria, España, 1961)  es una bailarina, coreógrafa y creadora del grupo El bailadero
Estudió danza clásica, contemporánea y teatro,, en el Institut del Teatre de Barcelona y en la RESAD de Madrid entre otros, así como algunas disciplinas tan dispares como el boxeo, el tiro con arco, artes marciales y danza Kathak, de las cuales se nutre para crear su lenguaje propio y característico. Sus obras se han representado en festivales nacionales e internacionales de artes escénicas. Galardonada con el Premio Nacional de Danza en el 2012 en la modalidad de creación  Combina su faceta de creadora escénica con la de pedagoga, además, de haber publicado varios libros de poesía y dibujos.

## Trayectoria profesional

### Finales de los años ochenta, hasta mediados de los noventa
Comenzó a crear su carrera como bailarina a finales de los años 80, cuando su nombre aparecía en el panorama dancístico del país, presentó su primera pieza como creadora en 1987 Aúpa como resultado de un proyecto de investigación durante dos años en el Círculo de Bellas Artes de Madrid, en los que deconstruyó todo su movimiento para encontrar un nuevo lenguaje.
«Aúpa tiene que ver con toda mi colección de tropiezos y también algunos empujones que me fueron quitando cierta estabilidad, por eso danzaba como un garabato casi sin soporte físico y por eso aparecía el golpe dominando todo el movimiento y como consecuencia la sensación medio desnuda y desolada que queda tras él… El vacío de cuando algo se rompe. Finalmente, el razonamiento del dolor y el placer de la reconstrucción que me ha ido poniendo en pie poco a poco. Esto es ¡Aúpa!»
Le seguirán Puntos suspensivos en 1991, y Miniaturas en 1992. Esta última la estrenó en los chiqueros de la plaza de toros de las Ventas de Madrid. En 1995 presenta Recién peiná, un espectáculo que reúne tres trabajos anteriores Le Matin, La Greca, PesoGallo.
En ese mismo año creó junto a otras inquietas coreógrafas, protagonistas de la creación contemporánea del momento en Madrid, Ana Buitrago, Olga Mesa, La Ribot, Blanca Calvo y Elena Córdoba, el colectivo U.V.I. Urgente Vinculación de Iniciativas. Una asociación informal con la intención de intercambiar ideas, buscar cómplices y transmitir a las nuevas generaciones de bailarines los nuevos lenguajes elaborados en los años previos. al que luego se le añadió el sobre nombre de La Inesperada. Este último nombre alude a otro proyecto (sin Elena Córdoba) de carácter expositivo que buscaba presentar los resultados de las anteriores investigaciones a modo de trabajos en proceso en diferentes espacios de Madrid, entre ellos el Teatro Pradillo, pero también el Teatro La Cuarta Pared, etc. 

### El bailadero y los disparates
Tras su paso por U.V.I. La Inesperada, se interesa por la investigación y en 1997 convoca a un grupo de bailarines para construir El Bailadero. Este será un paso decisivo en su carrera como creadora, que terminará desembocando en los Disparates. Nunca lo llamará la compañía de Mónica Valenciano puesto que sus creaciones con este grupo pretenden construir un lugar donde dialogar en comunidad. Su primera pieza con El Bailadero será Adivina en Plata. Roger Salas en el diario El País dice de Adivina en Plata
Valenciano apuesta por el antimovimiento como corriente expresiva en lo dancístico, y en el monólogo como factor rupturista de una acción caótica, pero iluminada en el coloquialismo con el espectador
En 1998 comienza la serie de Los Disparates, basada en Los disparates de Francisco de Goya. Trata de comprender la realidad renunciando al método racional, trascendiendo así los límites de la lógica para acceder, desde una memoria de la sangre, a la comprensión de la visión intuitiva. Esta serie de trabajos le sirvieron a Mónica para investigar las bases estructurales sobre las cuales se articula su lenguaje.
- Disparate nº1 Hueso de Santo 1997
- Disparate nº2 De Cuerpo... presente 1999
- Disparate nº3 Río 2001
- Disparate nº4 Transparencia
- Disparate nº5  5 Misterios 2002
- Disparate nº6 22 Visiones 2003
- Disparate nº7 Don´t Explain 2004

### El cuerpo de la memoria
Tras la etapa de los disparates comienza el trabajo sobre la memoria del cuerpo. Y en el 2007 firma su primera pieza de esta etapa, Impregnaciones en la Srta. Nieve y Guitarra, a la que seguirán en el 2009 Solo la muda grita, una colaboración para La Maison du Sourd, de Catherine Diverrès en Francia, en el 2010 Casas-cosas-cosmos, en colaboración con Raquel Sánchez y Sara Paniagua y en el 2011 Canción La-ver-into. En el 2012 recibe en España el Premio Nacional de Danza en la modalidad de creación.
Le seguirán las piezas; Un ciervo en el desván, en colaboración con Claudia Faci y Chantall Maillard, 2016, Imprenta Acústica en...(14 borrones) de una aparición, 2018, en colaboración con El Bailadero y con el apoyo a la producción del Centro Internacional de Artes Vivas del Matadero de Madrid en colaboración con L’Animal a L’Esquena, Teatre Ensalle y Estudio 3 entre otros. En torno a la creación de esta pieza se rodó la película de Manuel Fernández Valdés He venido a leer la noche y el documental La voz del cuerpo de Marta Blanco que narra a modo de diario de los ensayos el proceso de investigación junto al Bailadero.
Su último trabajo presentado en el 2023 El lugar de los pasos perdidos.

### Libros de poemas y dibujos (garabatos)
Ha escrito algunos poemarios que a veces acompañan sus obras, podemos citar:
Música en los huesos (Ed. La luz Roja).
Diarios de una estación (Ed. La Porta, Barcelona).
Octava: Un pescador con subtítulos (Ed. Escrito a lápiz).
Disparates (Pliegos de teatro y danza, de Antonio F. Lera).
La Voz del Cuerpo (Pliegos de teatro y danza, de Antonio F. Lera).